# Berlijnse School (schaken)
De Berlijnse school of het Berlijnse Zevengesternte was in de 19e eeuw een Duits schaakgezelschap, die de schaakgeschiedenis in Duitsland sterk beïnvloed heeft.
Tot de Berlijnse school behoorden:
| Naam                                            | Beroep                             | Extra                                                                                   |
| ----------------------------------------------- | ---------------------------------- | --------------------------------------------------------------------------------------- |
| Ludwig Bledow (1795-1846)                       | wiskundeprofessor                  | Leider van het schaakgezelschap, oprichter van de Berliner later Deutsche Schachzeitung |
| Karl Schorn (1803-1850)                         | schilder                           |                                                                                         |
| Bernhard Horwitz (1808-1885)                    | schilder                           |                                                                                         |
| Karl Mayet (1810-1868)                          | jurist                             |                                                                                         |
| Wilhelm Hanstein (1811-1850)                    | administratief medewerker          | Redacteur van Berliner Schachzeitung vanaf 1846                                         |
| Paul Rudolph von Bilguer (1815-1840)            | officier                           | Bedenker van het Handbuch des Schachspiels                                              |
| Tassilo von Heydebrand und der Lasa (1817-1899) | baron, diplomaat, schaakhistoricus | Belangrijkste auteur van het handboek en verzamelaar van meer dan 2000 schaakboeken.    |

Allen waren lid van het Berliner Schachgesellschaft, toentertijd een schaakvereniging in Duitsland. De groep kwam tweemaal per week samen om openingstheorie te studeren. De bevindingen werden opgeschreven in het beroemde Bilguer, zoals het handboek vernoemd werd naar de vroegtijdig overleden auteur.
Telkens kwamen meer sterke schakers bij het Zevengesternte, om zo mee te kunnen helpen of mee te kunnen profiteren van hun kennis. Tot deze gasten behoorden Adolf Anderssen, Max Lange, Jean Dufresne en Carl Jaenisch.